# Nanteuil-la-Fosse
Nanteuil-la-Fosse település Franciaországban, Aisne megyében. Lakosainak száma 196 fő (2022. január 1.). Nanteuil-la-Fosse Allemant, Celles-sur-Aisne, Chivres-Val, Laffaux, Margival, Sancy-les-Cheminots és Vregny községekkel határos.

## Népesség
A település népességének változása:
| Lakosok száma | 219  | 155  | 147  | 138  | 176  | 187  | 193  | 202  | 203  | 196  |
|               | 1968 | 1982 | 1990 | 2006 | 2013 | 2015 | 2017 | 2019 | 2020 | 2022 |